# Список лётчиков-космонавтов Российской Федерации
Данный список включает в себя имена всех награждённых российским почётным званием «Лётчик-космонавт Российской Федерации». Данное звание было установлено законом Российской Федерации от 20 марта 1992 года № 2555-1, согласно которому, звание «Лётчик-космонавт Российской Федерации» присваивается Президентом Российской Федерации лётчикам-космонавтам, совершившим выдающиеся полёты в космосе.
По состоянию на 2024 год звание «Лётчик-космонавт Российской Федерации» присвоено всем российским космонавтам, совершившим свой первый полёт в космос с 1992 по 2021 год.

## Статистика награждений
Всего с 1992 года звание было присвоено 61 космонавту — 58 мужчинам и 3 женщинам (Елене Кондаковой,  Елене Серовой и Анне Кикиной).
Впервые звание «Лётчик-космонавт Российской Федерации» было присвоено космонавту Александру Калери указом Президента России № 871 от 11 августа 1992 года.
По состоянию на 2025 год все награждённые званием «Лётчик-космонавт Российской Федерации», за исключением Бориса Морукова, удостоены звания Героя Российской Федерации.

## Список удостоенных звания
| Фото | Космонавт                          | Номер указа           | Дата указа       |
| ---- | ---------------------------------- | --------------------- | ---------------- |
|      | Калери, Александр Юрьевич          | № 871                 | 11 августа 1992  |
|      | Авдеев, Сергей Васильевич          | № 181                 | 5 февраля 1993   |
|      | Полещук, Александр Фёдорович       | № 1060                | 23 июля 1993     |
|      | Циблиев, Василий Васильевич        | № 154                 | 14 января 1994   |
|      | Усачёв, Юрий Владимирович          | № 1697                | 18 августа 1994  |
|      | Маленченко, Юрий Иванович          | № 2107                | 24 ноября 1994   |
|      | Мусабаев, Талгат Амангельдиевич    | № 2107                | 24 ноября 1994   |
|      | Кондакова, Елена Владимировна      | № 338                 | 10 апреля 1995   |
|      | Дежуров, Владимир Николаевич       | № 907                 | 7 сентября 1995  |
|      | Бударин, Николай Михайлович        | № 1017                | 5 октября 1995   |
|      | Гидзенко, Юрий Павлович            | № 447                 | 1 апреля 1996    |
|      | Онуфриенко, Юрий Иванович          | № 1443                | 16 октября 1996  |
|      | Корзун, Валерий Григорьевич        | № 342                 | 11 апреля 1997   |
|      | Лазуткин, Александр Иванович       | № 370                 | 10 апреля 1998   |
|      | Виноградов, Павел Владимирович     | № 372                 | 10 апреля 1998   |
|      | Шарипов, Салижан Шакирович         | № 372                 | 10 апреля 1998   |
|      | Батурин, Юрий Михайлович           | № 1640                | 25 декабря 1998  |
|      | Падалка, Геннадий Иванович         | № 428                 | 5 апреля 1999    |
|      | Токарев, Валерий Иванович          | № 1211                | 10 сентября 1999 |
|      | Залётин, Сергей Викторович         | № 1858                | 9 ноября 2000    |
|      | Моруков, Борис Владимирович        | № 408                 | 9 апреля 2001    |
|      | Козеев, Константин Мирович         | № 367                 | 10 апреля 2002   |
|      | Лончаков, Юрий Валентинович        | № 1145 не опубликован | 10 октября 2002  |
|      | Тюрин, Михаил Владиславович        | № 420                 | 12 апреля 2003   |
|      | Юрчихин, Фёдор Николаевич          | № 1082                | 21 сентября 2003 |
|      | Трещёв, Сергей Евгеньевич          | № 140                 | 4 февраля 2004   |
|      | Шаргин, Юрий Георгиевич            | № 206 не опубликован  | 23 февраля 2005  |
|      | Котов, Олег Валериевич             | не опубликован        | 21 февраля 2008  |
|      | Волков, Сергей Александрович       | не опубликован        | 5 февраля 2009   |
|      | Кононенко, Олег Дмитриевич         | не опубликован        | 5 февраля 2009   |
|      | Романенко, Роман Юрьевич           | № 449                 | 12 апреля 2010   |
|      | Сураев, Максим Викторович          | № 1310                | 30 октября 2010  |
|      | Скрипочка, Олег Иванович           | № 432                 | 12 апреля 2011   |
|      | Корниенко, Михаил Борисович        | № 433                 | 12 апреля 2011   |
|      | Скворцов, Александр Александрович  | № 433                 | 12 апреля 2011   |
|      | Кондратьев, Дмитрий Юрьевич        | № 270                 | 3 марта 2012     |
|      | Борисенко, Андрей Иванович         | № 904                 | 25 июня 2012     |
|      | Самокутяев, Александр Михайлович   | № 904                 | 25 июня 2012     |
|      | Иванишин, Анатолий Алексеевич      | не опубликован        | 2 ноября 2013    |
|      | Шкаплеров, Антон Николаевич        | не опубликован        | 2 ноября 2013    |
|      | Новицкий, Олег Викторович          | № 374                 | 28 мая 2014      |
|      | Ревин, Сергей Николаевич           | № 374                 | 28 мая 2014      |
|      | Тарелкин, Евгений Игоревич         | № 374                 | 28 мая 2014      |
|      | Рязанский, Сергей Николаевич       | № 451                 | 8 сентября 2015  |
|      | Артемьев, Олег Германович          | № 59                  | 15 февраля 2016  |
|      | Серова, Елена Олеговна             | № 59                  | 15 февраля 2016  |
|      | Мисуркин, Александр Александрович  | № 432                 | 26 августа 2016  |
|      | Овчинин, Алексей Николаевич        | № 416                 | 10 сентября 2017 |
|      | Рыжиков, Сергей Николаевич         | № 656                 | 13 ноября 2018   |
|      | Прокопьев, Сергей Валерьевич       | № 546                 | 11 ноября 2019   |
|      | Вагнер, Иван Викторович            | № 251                 | 4 мая 2022       |
|      | Кудь-Сверчков, Сергей Владимирович | № 456                 | 15 июля 2022     |
|      | Дубров, Пётр Валерьевич            | № 263                 | 12 марта 2023    |
|      | Матвеев, Денис Владимирович        | № 90                  | 5 февраля 2024   |
|      | Корсаков, Сергей Владимирович      | № 113                 | 15 февраля 2024  |
|      | Кикина, Анна Юрьевна               | № 233                 | 3 апреля 2024    |
|      | Петелин, Дмитрий Александрович     | № 257                 | 12 апреля 2024   |
|      | Федяев, Андрей Валерьевич          | № 257                 | 12 апреля 2024   |
|      | Борисов, Константин Сергеевич      | № 745                 | 6 сентября 2024  |
|      | Гребёнкин, Александр Сергеевич     | № 126                 | 10 марта 2025    |
|      | Чуб, Николай Александрович         | № 126                 | 10 марта 2025    |